# حاسوب كيميائي
الحاسوب الكيميائي يعرف أيضًا باسم حاسب التفاعل والانتشار أو حاسب بي زد (BZ) (حيث يشير الحرفان B وZ إلى بيلوسوف -جابوتينسكي Belousov–Zhabotinsky) أو الحاسب اللزج (جووير) ـــــ هو حاسب غير تقليدي يعتمد على «محلول» كيميائي شبه صلب؛ حيث يتم تمثيل البيانات من خلال التركيزات المختلفة للمواد الكيميائية. ويتم إجراء العمليات الحسابية من خلال تفاعلات كيميائية طبيعية. وحتى الآن لا يزال هذا الحاسب في مرحلة تجريبية مبكرة جدًا ولكن قد تكون له تطبيقات كثيرة جدًا في مجال صناعة الحاسب.

## الأساس المنطقي
تعد البساطة التي تتميز بها هذه التقنية أحد الأسباب الرئيسة التي تجعل بإمكانها في المستقبل أن تتحول إلى منافس خطير للآلات التي تعتمد على المكونات المادية التقليدية. إن المعالج الدقيق الحديث يعد جهازًا شديد التعقيد ويمكن أن يتلف أثناء التصنيع فقط بسبب جسيم دقيق واحد في الهواء.
وفي المعالج الدقيق التقليدي يكون مسلك البتات مشابهًا إلى حد كبير لمسلك السيارات في الحركة المرورية في المدينة، حيث لا يمكنها سوى السير في طرق معينة ويجب أن تبطئ وتنتظر من أجل المرور ولا يمكنها سوى استخدام حارة مرورية واحدة في كل مرة. أما في محلول «بي زد» فتتحرك الأمواج في جميع الاتجاهات التي يمكن تخيلها وبجميع الأبعاد: خلال بعضها بعضًا وبعيدًا عن بعضها البعض وفي مقابل بعضها البعض. وقد تجعل هذه الخصائص الحاسب الكيميائي قادرًا على التعامل مع كم من البيانات أكبر ببلايين المرات من الكم الذي يمكن للحاسبات التقليدية التعامل معه. ويمكن القول بأن ذلك يشبه الدماغ، فحتى وإن كان بمقدور المعالج الدقيق نقل المعلومات أسرع بكثير من العصبون فإن الدماغ يستطيع التعامل مع بعض المهام على نحو أكثر فعالية بكثير بسبب قدرته على التعامل مع قدر أكبر بكثير من البيانات في الوقت ذاته.

## الخلفية التاريخية
كان يُنظر إلى التفاعلات الكيميائية في الأصل على أنها عملية تحول بسيطة باتجاه توازن مستقر، وهذه النظرة لم تكن مبشرة في مجال الحوسبة. إلا أن هذه النظرة تغيرت بسبب الاكتشاف الذي توصل إليه العالم السوفيتي بوريس بيلوسوف في الخمسينيات من القرن العشرين. فقام بعمل تفاعل كيميائي بين أملاح وأحماض مختلفة يتغير لونها باستمرار من اللون الشفاف إلى الأصفر والعكس بسبب ارتفاع وانخفاض تركيز مختلف المكونات على نحو دوري. وفي تلك الفترة كان ذلك أمرًا مستحيلاً في نظر العلماء لأنه يبدو وكأنه يتعارض مع القانون الثاني للديناميكا الحرارية الذي يقول بأنه في أي نظام مغلق تزداد الإنتروبيا فقط بمرور الوقت ما يؤدي إلى توزع مكونات المزيج حتى تصل إلى حالة التوازن وبالتالي استحالة حدوث أية تغييرات في التركيز. (وقام أناتول جابوتنسكي Anatol Zhabotinsky بعمل تجربة مقنعة مباشرة ومرئية باستخدام تفاعل بيلؤوسوف-جابوتينسكي تُظهر حدوث موجات لونية دوامية.)

## المبادئ الأساسية
وتعني هذه الخواص الموجية في تفاعل بي زد أنه يمكنه نقل المعلومات مثل باقي الموجات. إلا أن ذلك لا يكفي لإجراء العمليات الحسابية التي تقوم بها الشرائح الإلكترونية الدقيقة التي تستخدم شفرة ثنائية في نقل وتغيير الآحاد والأصفار من خلال منظومة معقدة من البوابات المنطقية. وللقيام بأي عملية حسابية يمكن تصورها يكفي وجود بوابات NAND. (ودخل بوابة NAND يتكون من وحدتي بت. والخرج عبارة عن (0) إذا كانت كلتا وحدتي البت تساويان (1) أو (1) إذا لم يكونا كذلك). وفي الحاسب الكيميائي تستخدم البوابات المنطقية من خلال موجات التركيز التي تمنع أو تكبر بعضها بعضًا بطرق مختلفة.

## الأبحاث الحالية
في عام 1989، ثبت أن التفاعلات الكيميائية الحساسة للضوء يمكن أن تقوم بعملية معالجة الصور الرقمية وأدى ذلك إلى طفرة كبيرة في مجال الحوسبة الكيميائية. وقام أندرو أدماتسكي (Andrew Adamatzky) في جامعة غرب إنجلترا بشرح البوابات المنطقية البسيطة باستخدام عمليات التفاعل والانتشار  كما أثبت نظريًا أن “2+ الوسط” الافتراضي المنمذج على شكل خلايا ذاتية السلوك يمكنه القيام بالعمليات الحسابية 
حدثت ثورة في هذا المجال عندما قرأ مقالة نظرية لعالمين يشرحان فيها كيفية عمل بوابات منطقية في الحاسب باستخدام كرات البلياردو كمثال. حيث توجد كرتان تمثلان وحدتي بت مختلفتين كما في حالة بوابة (AND). فإذا انطلقت كرة واحدة باتجاه نقطة تصادم مشتركة فإن البت يمثل (1). وإذا لم يحدث ذلك فإنه يمثل (0). ولا يحدث التصادم إلا إذا قُذفت كلتا الكرتين باتجاه تلك النقطة، ويتم تسجيل ذلك بنفس الطريقة المستخدمة في الإلكترونيات عندما ينتج واحد مفرد وجديد من مثالين من الواحد وبهذه الطريقة تمثل الكرات سويًا بوابة منطقية من النوع (AND).
وكان أعظم إنجازات أدماتسكي نقل هذه المبدأ إلى تفاعل بي زد واستبدال الموجات بكرات البلياردو. فإذا ظهرت موجتان في المحلول فسوف تتقابلان وتكونان موجة ثالثة يتم تسجيلها على أنها (1). وقام باختبار هذه النظرية عمليًا وسجل نجاحها بالفعل. وهو حاليًا يتعاون مع بعض العلماء الآخرين في إنتاج حوالي ألف نسخة كيميائية من البوابات المنطقية التي سوف تصبح نوعًا من حاسبات الجيب الكيميائية.
وإحدى المشكلات التي تواجه الصورة الحالية من هذه التقنية هي سرعة الموجات، حيث إنها تنتشر فقط بسرعة مليمترات قليلة في الدقيقة الواحدة. ويقول أدماتسكي أن هذه المشكلة يمكن التغلب عليها من خلال وضع البوابات قريبة بشدة بعضها من بعض لضمان سرعة انتقال الإشارات. وهناك احتمال آخر وهو التفاعلات الكيميائية الجديدة حيث تنتشر فيها الموجات بسرعة أكبر. وإذا نجح العلماء في التغلب على هذه المشكلات المبدئية سوف يكون للحاسب الكيميائي مميزات واضحة تفوق الحاسب الإلكتروني.
وبدأ عدد متزايد من العاملين في مجال صناعة الحاسب يدركون الإمكانيات التي تتيحها هذه التقنية. وتقوم شركة آي بي إم حاليًا باختبار أفكار جديدة في مجال المعالجات الدقيقة تشبه في كثير من الجوانب المبادئ الأساسية للحاسب الكيميائي.